# Kidatu
Kidatu is een plaats in Tanzaniaanse regio Morogoro.
Kidatu telt ongeveer 3300 inwoners en is een belangrijk overslagpunt: hier komt het Kaapspoor dat in een groot deel van Zuidelijk Afrika wordt gebruikt samen met het meterspoor dat in Tanzania wordt gebruikt. In Kidatu wordt jaarlijks 160.000 ton overgeslagen.